# 커피 우유
커피 우유(-牛乳, Coffee milk)는 커피맛이 나는 우유로 초코 우유와 유사하지만 초콜릿 시럽 대신에 커피 시럽을 쓴다. 커피 우유는 미국 로드아일랜드주의 공식 음료이다. 때로는 커피의 원액에 아예 우유를 섞는 경우도 있다.

## 같이 보기

### 일반 주제
- 라테 마키아토
- 밀크 커피
- 에스프레소
- 카페 아메리카노
- 에스프레소 머신
- 카페 라떼
- 카페 모카
- 커피

### 유사 가공유
- 삼각 커피 우유
- 초콜릿 우유
- 딸기 우유
- 바나나 우유